# Tristina
Tristina is een geslacht van vlinders van de familie venstervlekjes (Thyrididae).

## Soorten
- T. eporedia Whalley, 1976
- T. jucunda (Warren, 1908)
- T. xanthina (Felder, Felder & Rogenhofer, 1875)